# Șercaia
Șercaia (in latino Sarcam, in ungherese Sárkány, in tedesco Schirkanyen) è un comune della Romania di 3116 abitanti, ubicato nel distretto di Brașov, nella regione storica della Transilvania.
Il comune è formato dall'unione di 3 villaggi: Hălmeag, con una basilica del XIII secolo, Șercaia, Vad.